# Wolfgang von Goldner

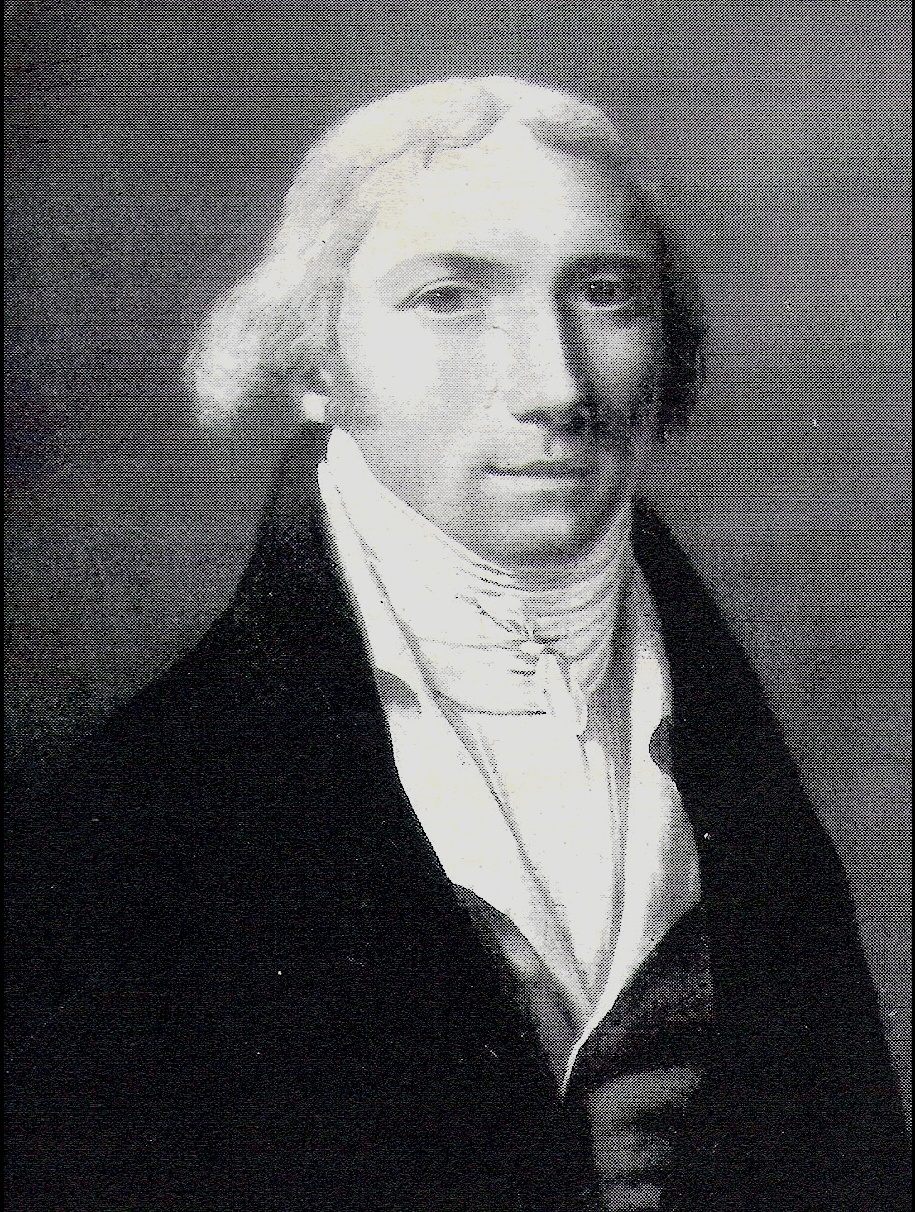
Wolfgang von Goldner, Paris 1806, gemalt von Eugénie Delaporte

Wolfgang von Goldner, geboren als Wolfgang Christian Carl Ludwig Goldner (* 1. Dezember 1764 oder 1765 in Wiesbaden oder Hanau oder Offenbach (?); † 23. Februar 1837 in Frankfurt am Main), Reichsadel 1801, war ein deutscher Jurist und Diplomat im Dienst der Fürsten Wolfgang Ernst II. und Carl Friedrich zu Isenburg. Ab 1794 hatte er in deren Residenz in Offenbach verschiedene politische bzw. administrative Ämter inne.

## Herkunft, Jugend und erste Berufstätigkeit in Hanau
Goldner war Sohn des Regierungsrates Ludwig Philipp Wolfgang Goldner († 1770), fürstlich-isenburgischer Regierungs- und Hofgerichtsrat. Sein Großvater war Wolfgang Goldner, pfälzisch-Zweibrückener Kammerrat (er war auch sein Taufpate). Seine Mutter war Johanna Charlotta Philippina Roessler (* 8. August 1742). Goldner war bereits im Kindesalter Waise und wuchs in der Familie seiner Patentante und deren Ehemann in Wiesbaden auf. Dort besuchte er das Gymnasium und studierte anschließend Rechtswissenschaft an den Universitäten in Göttingen und Gießen. Nach mehreren Bildungsreisen trat er zunächst in hanauische Dienste. In der hanauischen Grafschaft erwarb er mehrere Grundstücke (u. a. in der Nähe von Hof Trages, vertauschte einige mit Angehörigen der dortigen Familie von Savigny), lernte seine spätere Ehefrau kennen und heiratete dort. Die Beziehungen zur Familie Savigny scheinen nicht nur geschäftliche gewesen zu sein: Christian Carl Ludwig von Savigny (1726–1791), der Vater von Friedrich Carl von Savigny vermittelte im Erbschaftsstreit Goldners mit dessen Patenonkel, dem Regierungsrat Roessler.

## Familie
Am 22. Januar 1793 heiratete Goldner Amalie Wilhelmine Ledderhose aus Hanau. Bald darauf übersiedelte die Familie nach Offenbach. Die Eheleute hatten sechs Kinder:
- Wolfgang Philipp Karl (* 26. August 1793; † 24. Mai 1847), Geheimer Legationsrat für Hessen-Darmstadt in Frankfurt
- Antoinette Maria Friederike Ernestine (* 16. Januar 1795 in Offenbach; † 12. Juni 1816), verheiratet mit Joseph Anton Franz Maria Forsboom-Goldner (* 1794; † 1839), Mitglied der Gesetzgebenden Versammlung der freien Stadt Frankfurt 1832–1839[2]
- Charlotte („Lotte“) Auguste Wilhelmine (* 7. September 1796 in Offenbach; † 17. Januar 1868 in Frankfurt am Main), verheiratet mit Carl Wilhelm Wolfgang Speyer (* 1790; † 1878), Komponist
- Karoline Susanne Polyxene (* 3. April 1798 in Offenbach; † 28. September 1835 in Frankfurt am Main)
- Victoria („Victoire“) Isabella (* 7. Dezember 1799; † 22./24.(?) Dezember 1838 in Frankfurt am Main)
- Wolfgang Ernst (* 22. Januar 1803 in Offenbach; † 11. April 1864 in Darmstadt)

Die Eheleute Carl (Erbprinz von Isenburg-Birstein) und Charlotte sowie Wolfgang Goldner und Amalie Wilhelmine waren ungefähr im gleichen Alter, ihre Kinder kamen im selben Jahrzehnt zur Welt. Die Kinder spielten fast jeden Tag miteinander. Hundert Jahre später mutmaßte der Familienchronist Richard Forsboom, die Kinder könnten nicht allzu viele andere Freunde in Offenbach gehabt haben, wenn sie fast ständig zusammen gewesen seien.

## Geheimer Rat in Isenburg
Goldner folgte 1794 dem Ruf des Fürsten Wolfgang Ernst II. von Isenburg-Birstein und ging als Regierungsrat nach Offenbach. Dort arbeitete er zur Zufriedenheit seines Landesherrn, der ihn mit seiner Interessenvertretung auf dem Rastatter Kongress 1797 beauftragte. Im Jahre 1801 erreichte der Fürst, dass der Geheime Rat Goldner von Kaiser Franz II. geadelt wurde. 1801 reiste Goldner mit Erbprinz Carl nach Paris zu Verhandlungen über einen beabsichtigten Gebietstausch: Isenburg wollte seinen Anteil, die linke Bachseite des Dorfes Gelnhaar, gegen das auf der rechten Mainseite – Offenbach direkt gegenüberliegende – Dorf Fechenheim tauschen (heute ein Stadtteil von Frankfurt am Main, damals zur Grafschaft Hanau-Münzenberg gehörend). 1802 und 1803 war Goldner als Geheimer Rat Bevollmächtigter des Wetterauer Grafenkollegs bei der Reichsdeputation in Regensburg tätig.

## Chef-Minister in Isenburg
Im Jahr 1803 ernannte ihn der neue Landesherr, Fürst Carl, bei der Neuorganisierung der isenburgischen Verwaltung zum Chef der obersten Behörde des Cabinets-Departements, dem alle Ämter mit Ausnahme des Regierungsdikasteriums (ein allgemeines Richterkollegium in den früheren deutschen Ländern) und des Regierungscollegiums unterstellt wurden. Der Umgang zwischen Fürst und Goldner war vertraut, und Goldner entschied manche wichtige Frage, ohne seinen Fürsten zu fragen, weil beide in den Grundauffassungen übereinstimmten. Spätere Autoren behaupteten überspitzt, Goldner sei der Politiker gewesen und Fürst Carl sein Gesandter.

### Frankfurter Union
Im Jahre 1803 schlossen sich die kleineren reichsständischen Häuser der Wetterau und der benachbarten Gegenden zur Frankfurter Union zusammen, um, gestützt auf Frankreich, ihre Selbständigkeit zu bewahren. Der sich vorwiegend bedeckt haltende Verein richtete sich gegen die Bestrebungen der größeren deutschen Mächte, ihre Gebiete auf Kosten der kleinen abzurunden. Die Organisatoren, die Seele und treibende Kraft dieses kleinen Fürsten- und Grafenbundes, waren Graf Friedrich zu Solms-Laubach und Goldner. Graf Friedrich urteilte über Goldner: Goldner ist der Einzige brauchbar Mann, sein Wissen, sein Feuer im Geschäft, seine Kenntnisse in unseren Angelegenheiten machen ihn uns wichtig und die Wetterau kann manches leisten, wenn er als erster Geschäftsmann an der Spitze der Arbeiten steht!. Nach einem am „Vereinigungstag“ in Rödelheim am 6. Februar 1806 erhaltenen Auftrag verhandelte Goldner mit Talleyrand in Paris über eine feste politische und militärische Organisation dieser Union, der sich dann noch weitere kleine Reichsstände anschließen sollten; sie kam aber nicht zu Stande.
1805 hatte Goldner in Straßburg eine von mehreren Begegnungen mit Napoleon. Dabei regte dessen Außenminister Talleyrand an, die von Goldner vertretenen Territorien an Frankreich anzuschließen – wie das bereits annektierte Mayence. Goldner lehnte ab, da er seinem Fürsten die Souveränität über Isenburg retten wollte. Frankreich schuf danach den Rheinbund.

### Rheinbund-Staat
Der Fürst von Isenburg gehörte zu den Gründungsmitgliedern des Rheinbundes. Es blieb ihm wohl nur der Beitritt übrig, wenn das kleine Fürstentum nicht mediatisiert werden sollte. 1810 wurde Goldner Chef der Generalkommission des Fürstentums, dessen Regierung der von 1805 bis 1809 in französischem Militärdienst abwesende Landesherr nunmehr selbst übernahm, weil er in Folge seiner Gicht keinen aktiven Militärdienst mehr leisten konnte.

## Ende des Fürstentums
Bei dem Einrücken der antinapoleonischen Truppen in das Fürstentum Ende 1813 wurde dieses der Zentralverwaltung für die besetzten Gebiete (Département Central d’Administration temporaire) der eroberten deutschen Länder unter dem Freiherrn von und zum Stein unterstellt und dem neu gebildeten General-Gouvernement Frankfurt am Main zugeteilt. Vergebens hatte der Fürst sein Ausscheiden aus dem französischen Dienst erklärt und um den Beitritt seines Landes zu dem Bündnis der Sieger der Leipziger Völkerschlacht nachgesucht. Goldner wurde unter dem Verdacht des „geheimen Einverständnisses“ und Briefwechsels mit Frankreich in seinem Offenbacher Haus sieben Wochen lang interniert, eine Haussuchung förderte aber keine ihn belastenden Papiere zu Tage. Auf Druck des Freiherrn von und zum Stein wurde Goldner am 17. März 1814 von der Regentin, der Ehefrau des Fürsten Carl, entlassen. Das Urteil Steins über Goldner war nicht gerade wohlwollend: „Den Herrn von Goldner sollte man aufhängen!“.
Goldner zog sich nach seiner Entlassung – wie auch sein Fürst – ins Privatleben zurück und beschäftigte sich auf dem ihm im Oktober 1807 vom Fürsten in Erbleihe verliehenen Gut Bibelsmühle (auch: Biblismühle) westlich von Offenbach mit Landwirtschaft; die Wintermonate seiner letzten Lebensjahre verbrachte er in Frankfurt am Main.

## Sonstiges
Einer der Schwiegersöhne Goldners war der Liederkomponist Wilhelm Speyer (* 21. Juni 1790; † 1878), Sohn des Bankiers Georg Speyer (Bankgeschäft J. M. Speyer, Frankfurt am Main), der die zweitälteste der vier Töchter Goldners, Charlotte, geheiratet hatte. Speyer erteilte auch Musikunterricht, unter anderem im Haus des Kantors der jüdischen Gemeinde in Offenbach, Isaac Ben-Juda Eberst (oder Eberscht). Dieser nahm nach seinem Umzug nach Köln den Namen Offenbach an, sein Sohn Jakob wurde als Jacques Offenbach weltberühmt.